# Мацеёвице (Малопольское воеводство)
Мацеёви́це (пол. Maciejowice) — село в Польше в сельской гмине Коцмыжув-Любожица Краковского повета Малопольского воеводства

## География
Село располагается в 14 км от административного центра воеводства города Краков
.
В 1975—1998 годах село входило в состав Краковского воеводства.

## Население
По состоянию на 2013 год в селе проживало 496 человек.
| 2010 | 2013 |
| ---- | ---- |
| 474  | 496  |

| Перепись  | Всего   | Всего | Женщины | Женщины | Мужчины | Мужчины |
| --------- | ------- | ----- | ------- | ------- | ------- | ------- |
| Единицы   | человек | %     | человек | %       | человек | %       |
| Население | 496     | 100   | 247     |         | 249     |         |